# Aeroporto delle Asturie
L'Aeroporto delle Asturie (IATA: OVD, ICAO: LEAS) (in spagnolo: Aeropuerto de Asturias), anche conosciuto come Aeroporto di Oviedo, è il principale scalo delle Asturie, in Spagna. 
L'aerostazione si trova a Santiago del Monte, nel comune di Castrillón, a 15 chilometri da Avilés, 40 da Gijón e 47 da Oviedo. Il traffico dell'aeroporto consisite principalmente in voli di linea interni alla nazione, come quelli per Madrid-Barajas, Barcellona, Tenerife-Sud oppure Palma di Maiorca. La maggior parte dei voli internazionali sono per il Regno Unito, la Francia ed il Belgio, con collegamenti regolari per Londra-Stansted, Parigi-Charles de Gaulle e Bruxelles.
Nel 2007, l'aeroporto ha ospitato 1.560.830 passeggeri, con 19.149 movimenti e 196 tonnellate di merci, per quanto riguarda il cargo.

## Trasporti di terra
- Strade-L'aeroporto può essere raggiunto dall'autostrada A8 e dalla N632.
- Autobus-La compagnia Alsa offre collegamenti con le città di Avilés, Gijón ed Oviedo. Qualche linea ferma anche a Piedras Blancas e Salinas.
- Taxi-Sono disponibili taxi nell'aeroporto